# Кивиылиский район
Кивиылиский район — административно-территориальная единица в составе Эстонской ССР, существовавшая в 1950—1959 годах. Центр — Кивиыли. Площадь района в 1955 году составляла 842,5 км².

## История
Кивиылиский район был образован в 1950 году, когда уездное деление в Эстонской ССР было заменено районным. В 1952 году район был включён в состав Таллинской области, но уже в апреле 1953 года в результате упразднения областей в Эстонской ССР район был возвращён в республиканское подчинение.
В 1959 году Кивиылиский район был упразднён.

## Административное деление
В 1955 году район включал 1 город (Кивиыли), 2 рабочих посёлка (Кюттейыу и Пюсси) и 6 сельсоветов: Виру-Нигулаский, Кабалаский, Люганусеский, Майдлаский (центр — Савала), Раннуский, Сондаский.